# День ветеринара (РПЦ)
День ветеринара — свято Російської православної церкви, відзначається 31 серпня, в день мучеників Флора і Лавра.

## Історія
У російському світському календарі до 2011 року професійного свята ветеринарів не було. Усі працівники цієї професії за традицією відзначали своє свято одночасно з Днем сільськогосподарського працівника (друга неділя жовтня). Щоправда в окремих російських регіонах місцева влада встановлювали свої професійні свята для ветеринарів.
Визначити святих покровителів і виділити день під свято Патріарха Московського і всієї Русі Кирила попросила ініціативна група академіків Російської академії сільськогосподарських наук на чолі з директором підвідомчого Россільгоспнагляду Всеросійського державного центру якості і стандартизації лікарських засобів для тварин та кормів академіком Олександром Паніним.
У відповідь на це звернення Патріарх Московський і всієї Русі Кирило у своєму Указі № У-01/65 від 23.03.2011 р. постановив: «День пам'яті святих мучеників Флора і Лавра (18/31 серпня) благословляється вважати церковним святом ветеринарів на канонічній території Російської Православної Церкви».
День пам'яті святих мучеників Флора і Лавра відзначається церквою 18 серпня (31 серпня за новим стилем). На Русі здавна вважалося, що худоба знаходиться під заступництвом саме цих святих. За усним переказом, що зберігся в Новгородській землі, з відкриттям мощей святих мучеників Флора і Лавра припинився падіж худоби. 
Християнська традиція визначати небесних покровителів представникам різних професій і видів діяльності йде корінням в перші століття нашої ери. У католиків покровителем ветеринарів є святий Елегій, день якого відзначається 1 грудня.